# 刺跗逍遥蛛
刺跗逍遥蛛（学名：Philodromus spinitarsis）为逍遥蛛科逍遥蛛属的动物。分布于日本、朝鲜、台湾岛以及中国大陆的吉林、辽宁、黑龙江、内蒙古、河北、甘肃、青海、陕西、福建、新疆、四川、宁夏、山东、山西、湖北、浙江、广东、西藏等地，常生活于灌木丛、果园以及农田。该物种的模式产地在内蒙古。